# 大園成夫
大園 成夫（おおぞの しげお、1940年 - ）は、日本の精密工学者。東京大学名誉教授。東京電機大学名誉教授。専門は精密測定学。

## 経歴
福岡県に生まれる。1959年福岡県立修猷館高等学校を経て、1963年東京大学工学部精密工学科を卒業。1966年同大学院工学系研究科精密機械工学専攻博士課程を中退。
1966年東京大学工学部助手となり、1971年同助教授を経て、1983年同教授に就任。2001年定年退職。
2001年東京電機大学教授となり、2007年に新設された未来科学部の初代学部長、同研究科委員長、先端科学技術研究科委員長等を経て、副学長に就任。
2010年藍綬褒章受章。

## 編著書
- 『精密測定機器の選び方・使い方』（日本規格協会、1997年）
- 『JISを基に手書きで学ぶ機械設計製図 基礎編』（京藤康正共著、理工図書、2019年）